# پوکاروا

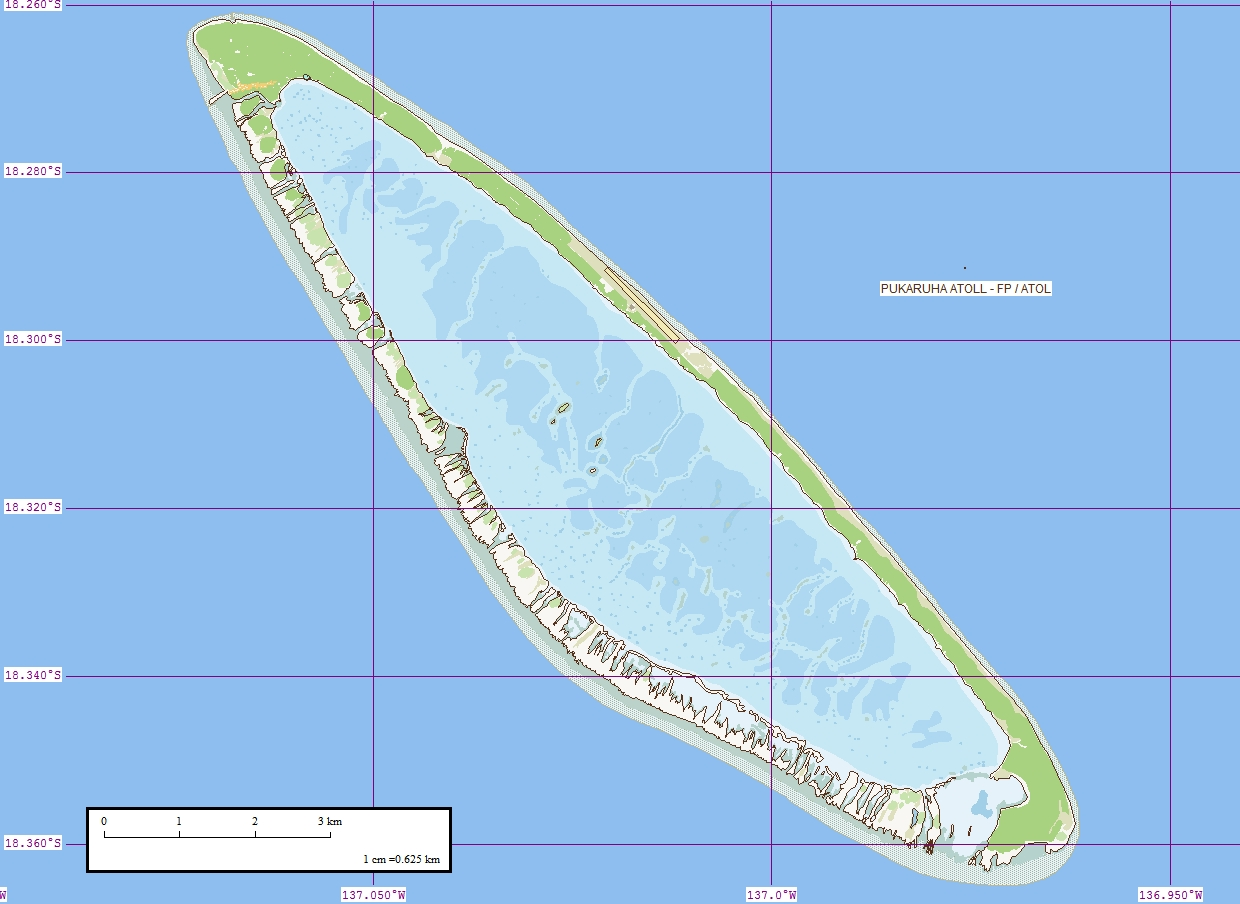
نقشه آب‌سنگ حلقوی پوکاروا

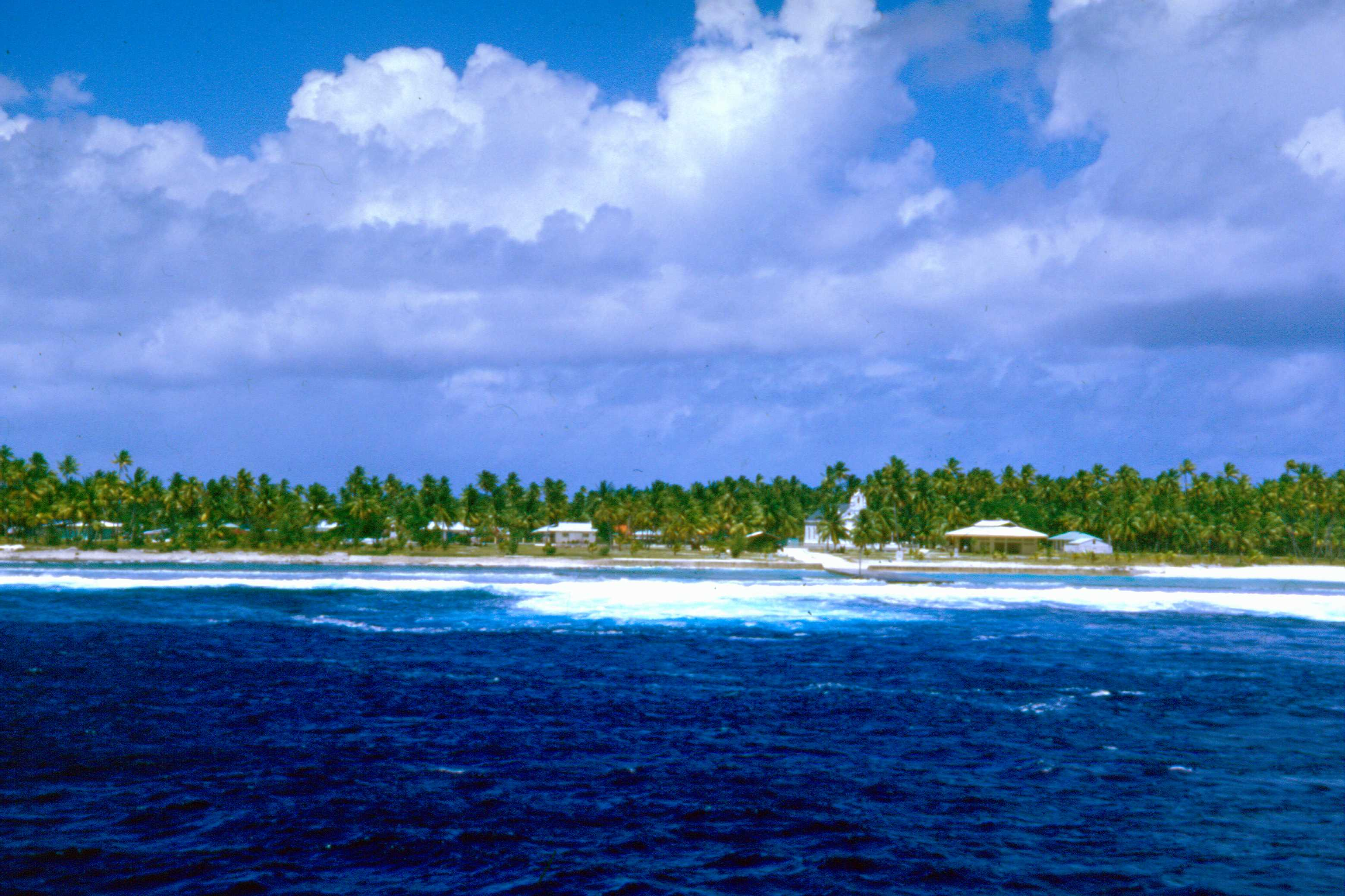
نمایی از مارائوتاگاروآ

پوکاروا (به انگلیسی: Pukarua) که گاهی اوقات با نام پوکاروها (به فرانسوی: Pukaruha) (به ویژه در نقشه‌های فرانسوی) نیز نامیده می‌شود، یک آبسنگ حَلقَوی (خوست)در شرق مجمع الجزایر توآموتو است. نزدیکترین جزیره مرجانی، رِآو، در ۴۸ کیلومتری جنوب-شرق پوکاروا قرار دارد.
این آب سنگ حلقوی ۱۷ کیلومتر طول و حداکثر ۴٫۵ کیلومتر عرض دارد.پوکاروا دارای یک جزیره طولانی در شمال شرق آبسنگ است که تا حدودی شبیه قلاب ماهیگیری است و همچنین دارای تعدادی جزیره کوچک می‌باشد. آبسنگ توسط یک صخره‌های مرجانی احاطه شده بدون آنگه گذرگاهی به سمت داخل آن وجود داشته باشد.پوکارواهمچنین دارای یک کوتاه‌اسکله است که کشتی‌های کوچک تا متوسط می‌توانند در کنار آن پهلو گیرند. تنها روستای این آبسنگ ،مارائوتاگاروآ (به فرانسوی: Marautagaroa) است که حدود ۱۰۰ نفر سکنه دارد.
کولاب(لاگون) این آبسنگ به دلیل وجود صدف دوکفه‌ای غول‌پیکر مورد توجه برای غواصی سطحی است.

## تاریخچه

پرچم رِآو پوکاروا

اروپائیان اولین بار در سال ۱۷۹۷، زمانی که دریانورد بریتانیایی ناخدا جیمز ویلسون با کشتی داف از تونگاتاپو به سمت جزایر مارکیز سفر می‌کرد، این جزیره را مشاهده نمودند. او پوکاروا را خالی از سکنه یافت، اما نشانه‌هایی را از سکونت قبلی انسان‌ها در این خوست یافت. ویلسون نام پوکاروا را به یاد یکی از دوستانش که در دفتر حمل و نقلی در انگلستان داشت، «جزیره سِرِل» (به انگلیسی: Searle Island) نامید.
سی سال بعد یکی دیگر از کاوشگران بریتانیایی به نام فردریک بیچی، در حالی به پوکاروا رسید که دارای سکنه ای از مردمان پُلی‌نِزیایی بود.

## دستگاه اداری
آبسنگ پوکاروا از نظر اداری بخشی از کُمون رِآو است

## ترابری
این آبسنگ حلقوی دارای یک فرودگاه به نام فرودگاه پوکاروا (یاتا: PUK، ایکائو: NTGQ) است، که در سال ۱۹۷۹ افتتاح شده است در آوریل ۲۰۰۶ طول باند آن از ۹۰۰ متر به ۱٬۲۰۰ متر افزایش یافت.